# Be Inc.
A Be Incorporated volt az a cég, amely a BeOS operációs rendszert és a BeBox számítógépet fejlesztette. A Be-t Jean-Louis Gassée alapította 1990-ben 5 millió dollár alaptőkével. A cégnek a kaliforniai Menlo Parkban volt az eredeti központja, míg Franciaországban és Japánban regionális képviseleti irodákat tartott fenn. A vállalat később átköltözött a szintén kaliforniai Mountain View-ba. 
A cég fő tevékenysége egy operációs rendszer elkészítése volt, amelyhez C++ programozási nyelvet használtak. Az operációs rendszert a BeBox nevű számítógép számára fejlesztették, de később az Apple Power Macjára is telepítették.

## Cégtörténet
A vállalkozást az Apple Inc. egykori igazgatója, Jean-Louis Gassée alapította 1990-ben, miután távozott a cégtől. A Be célja az volt, hogy egy operációs rendszert írjon C++ nyelven egy szabadalmaztatott hardverre. 1995-ben a Be útjára indította a BeBox névre keresztelt számítógépet. A Bebox és a BeOS mellett a Be fejlesztette a BeIA nevű, internetre csatlakozni képes berendezések számára készült operációs rendszert. A rövid életciklusú rendszert a Sony néhány terméke használta.
1996-ban az Apple új operációs rendszert kezdett keresni, amivel felválthatta volna a Mac OS-t. A BeOS is szóba került lehetséges jelöltként, ám az üzletből a BeOS félkész állapota miatt nem lett semmi. 2001-ben a Palm Inc. 11 millió dollárért felvásárolta a 
vállalkozást, a BeOS ezek után a Palm OS fejlesztését inspirálta, pl. a Cobalt verzió grafikus és multimédiás keretrendszerét. A Palm Inc.-et 2010-ben a HP vásárolta fel.

## Fordítás
- Ez a szócikk részben vagy egészben a Be Inc. című angol Wikipédia-szócikk ezen változatának fordításán alapul.  Az eredeti cikk szerkesztőit annak laptörténete sorolja fel. Ez a jelzés csupán a megfogalmazás eredetét és a szerzői jogokat jelzi, nem szolgál a cikkben szereplő információk forrásmegjelöléseként.